# Sprængt hval
Der er to dokumenterede tilfælde af sprængte hvaler og mange mindre kendte. Billeder kan ses på den engelske Wikipedia.

Den mest berømte eksplosion fandt sted i Florence, Oregon, USA, i 1970, da en død kaskelothval blev sprængt i luften af Oregon Highway Division i et forsøg på at komme af med det rådnende kadaver. Denne hændelse blev berømt, da den amerikanske humorist Dave Barry skrev om det i sin nyhedsspalte og langt senere, da man kunne se en film om det på internettet.
En anden veldokumenteret tilfælde af en sprængt hval hændte i Taiwan i 2004. I dette tilfælde eksploderede hvalen pga. forrådnelsesgas under transporten til et sted med henblik på undersøgelse.

## Eksplosioner

### Oregon
November 1970 strandede og døde en 14 m lang kaskelothval på 8 ton nær Florence, Oregon. Oregon Highway Division havde myndighed over strandene og fik til opgave at fjerne hvalkadaveret. Efter at have kontaktet United States Navy besluttede de, at den bedste måde at få hvalen delt i mindre stykker på, så ådselædere kunne tage sig af dem, var ved sprængning. Den ansvarlige ingeniør George Thornton blev citeret for, at én sprængladning sikkert ikke var nok og flere var nødvendige. Thornton fortalte senere, at han blev valgt til at fjerne hvalen, da the district engineer Dale Allen var på jagt.

Sprængningen blev optaget på bånd af tv-journalisten Paul Linnman. I hans kommentering af sprængningen på båndet jokede Linnman med at "land-lubber newsmen" blev "land-blubber newsmen", fordi eksplosionen spredte hvalspæk ud over et større område.
 ((engelsk): land-lubber for landkrabbe og blubber for spæk).
Eksplosionen forårsagede, at store stykker hvalspæk landede ganske langt fra stranden og et stykke resulterede i en smadret bil. Eksplosionen skræmte ådselfuglene væk. I øvrigt var stykkerne for store til, at ådselfuglene kunne håndtere dem. Selvom hvalen blev sprængt, lå størstedelen af hvalkadaveret tilbage på stranden, som Oregon Highway Divisions medarbejdere kom til at rydde op.
Ved slutningen af Paul Linnmans nyhedshistorie blev det noteret: "Det ser ud til at kunne konkluderes, at skulle en hval nogensinde strande i Lane County igen, vil de ansvarlige ikke kun huske hvad de skal gøre, de vil med sikkerhed også huske hvad man ikke skal gøre".

### Taiwan
En anden hvaleksplosion skete 26. januar 2004 i Tainan, Taiwan.
I dette tilfælde skete eksplosionen pga. en kaskelothvals naturlige forrådnelsesgasser. Den var 17 meter lang og vejede 50 tons. Hvalen døde pga. stranding på den sydvestlige kyst af Taiwan, og det havde taget mere end 13 timer for 3 store kraner og 50 personer at flytte kadaveret op på en lastbil.
Hvalen blev transporteret gennem centrum af byen Tainan, da eksplosionen skete, men det forhindrede dog ikke en senere obduktion.
Eksplosionen forårsagede, at store mængder blod og indvolde tilstænkede fortove, forbipasserende og biler. BBC News Online interviewede en unavngiven taiwansk lokal som sagde "Sikken et stinkende rod. Blodet og det andet blev blæst ud på vejen og det er ulækkert og stanken er rigtig modbydelig." 
Efter eksplosionen bemærkede Taipei Times at mange mænd var interesserede i størrelsen af hvalens penis, som blev målt til at være 1,6 m lang. De skrev at "mere end 100 Tainan-indbyggere, mest mænd, havde gået hen til kadaveret for se dens penisstørrelse". (citeret MSNBC, ; og Taipei Times, )

### Andre hændelser
- For at dræbe en pukkelhval blev der anvendt sprængstof 40 km vest for Port Elizabeth, Sydafrika, den 6. august 2001 [8]
- Et par uger senere, også nær near Port Elizabeth, blev en anden pukkelhval trukket ud på havet og sprængstof blev anvendt for at dele den i mindre stykker, så den ikke var til fare for skibstrafikken. [9]
- En lignende hændelse skete ved Bonza Bay, East London (Sydafrika) den 20. september 2004 [10]